# أوفيديجوس فارانوسكاس
أوفيديجوس فارانوسكاس (بالليتوانية: Ovidijus Varanauskas) مواليد 23 فبراير 1991 في فيلنيوس، هو لاعب كرة سلة ليتواني. بدأ مسيرته الاحترافية في سنة 2008. يلعب مع بالاكانسترو فاريزي في الدوري الليتواني لكرة السلة كلاعب هجوم خلفي. يحمل الرقم 6.

## المسيرة الاحترافية
لعب مع نادي ساكالي لكرة السلة في موسم 2010–2011، ثم لعب مع نادي ستاروجارد جدانسكي لكرة السلة في موسم 2013–2014، ثم لعب مع أوتينوس يوفنتوس في سنة 2015، ثم لعب مع بالاكانسترو فاريزي في الدوري الإيطالي في سنة 2015.

## روابط خارجية
- أوفيديجوس فارانوسكاس على موقع الاتحاد الدولي لكرة السلة (الإنجليزية)
- أوفيديجوس فارانوسكاس على موقع fiba3x3.com (الإنجليزية)
- أوفيديجوس فارانوسكاس على موقع كرة السلة الأوروبية.كوم (الإنجليزية)
- أوفيديجوس فارانوسكاس على موقع ريلجم (الإنجليزية)
- أوفيديجوس فارانوسكاس على موقع بروبوليرز (الإنجليزية)
- أوفيديجوس فارانوسكاس على موقع سبورتس رفرنس (الإنجليزية)